# Послелог
Послело́г — служебная часть речи, выражающая синтаксические отношения между именем существительным, местоимением, числительным и словами других частей речи, а также между существительными. От предлога отличается положением относительно слова, к которому относится: если предлоги стоят перед этим словом, то послелоги ставятся после него.
Послелоги характерны для японского и китайского (кит. 桌子上 zhuōzi shàng, дословно — «стол на», то есть «на столе»), тюркских, картвельских и финно-угорских языков. Есть они также и в некоторых индоевропейских языках:
- в армянском
- в латышском: dēļ «из-за» и labad «ради»
- в цыганском
- в осетинском
- в хинди
- в нидерландском

Послелоги имеются также в некоторых семитских языках, таких как амхарский.

## Послелоги в русском языке
Постпозиция послелога по отношению к именной группе может быть абсолютной (то есть после всей именной группы) и относительной — внутри именной группы, но после её вершины.
В русском языке некоторые предлоги могут выступать в роли послелогов, как например, во фразе не корысти ради, а удовольствия для. Так же могут употребляться слова вопреки, навстречу, наперекор, погодя и спустя (несколько часов спустя, собственным интересам вопреки). Предлогов, употребляемых только в постпозиции, в русском языке, однако, нет. В качестве примера относительной постпозиции можно привести примеры: обещанию вопреки своему, победы ради над врагом, часам к трём, километре на двадцатом. 

## Послелоги в грузинском языке
В грузинском языке послелоги употребляются повсеместно, в связи с отсутствием практики употребления предлогов. Большинство послелогов пишется слитно с последним словом в именной группе.
Некоторые послелоги грузинского языка и примеры их применения:
- -ში [-shi] — «в»:
  - სახლში [sakhlshi] «в доме», где სახლი [sakhli] «дом»,
  - ქალაქში [kalakshi] «в городе», где ქალაქი [kalaki] «город»,
  - მანქანაში [mankanashi] «в машине», где მანქანა [mankana] «машина».
- -ზე [-ze] — аналогичен русскому «на», однако может также употребляться и в другом контексте.
  - ქუჩაზე [kuchaze] «на улице», где ქუჩა [kucha] «улица»,
  - მანქანაზე [mankanaze] «на машине», где მანქანა [mankana] «машина»,
  - ენაზე [enaze] «на языке», где ენა [ena] «язык».
- -თან [-tan] — аналогичен русским «к», «у», «с»:
  - ჩემთან [chemtan] «ко мне, со мной», где ჩემ [chem] — форма личного местоимения «я» в родительном падеже,
  - მეგობართან [megobartan] «с другом, к другу», где მეგობარი [megobari] «друг»,
  - კოსტიასთან [kostiastan] «с Костей, к Косте».
- -დან [-dan] — «из», «от», «с».
- -მდე [-mde] — «до».
- -ვით [-vit] — «словно».
- -გან [-gan] — «из», «от».
- -კენ [-ken] — «в сторону».
- -თვის [-tvis] — «для».